# Bonazziïta
La bonazziïta és un mineral de la classe dels sulfurs. Rep el nom en honor de Paola Bonazzi (1960-), catedràtica de mineralogia de la Universitat de Florència, en reconeixement de les seves contribucions fonamentals a l'estudi dels sulfurs d'arsènic i la seva alteració per exposició a la llum.

## Característiques
La bonazziïta és un sulfur de fórmula química As₄S₄. Va ser aprovada com a espècie vàlida per l'Associació Mineralògica Internacional l'any 2013. Cristal·litza en el sistema monoclínic. La seva duresa a l'escala de Mohs és 2,5.
L'exemplar que va servir per a determinar l'espècie, el que es coneix com a material tipus, es troba conservat a la col·lecció mineralògica del Museu d'Història Natural de la Universitat de Florència, amb el número de catàleg 47534/g.

## Formació i jaciments
Aquesta espècie va ser descrita gràcies a les mostres recollides en dos indrets diferents: la mina Alacrán (Atacama, Xile) i el dipòsit d'antimoni i mercuri de Khaidarkan (Batken, Kirguizstan). També ha estat descrita a la mina de carbó Kateřina (Hradec Králové, República Txeca), al Crassier Saint-Pierre (Alvèrnia-Roine-Alps, França), i a una muntanya submarina propera a l'illa Lihir (Papua Nova Guinea).